# Bulbophyllum vagans
Bulbophyllum vagans là một loài phong lan thuộc chi Bulbophyllum.